# Le Château noir (Leroux)
Le Château noir est un roman d’aventures de Gaston Leroux. C'est la première partie de Rouletabille à la guerre, paru initialement en feuilleton dans Le Matin en 1914.
Il s'agit de la quatrième aventure de la série des Aventures extraordinaires de Joseph Rouletabille, reporter.

## Historique
Le récit dans son intégralité (Rouletabille à la guerre) paraît en 134 feuilletons dans le journal Le Matin du 28 mars au 2 août 1914. Cette parution est interrompue par la déclaration de la Première Guerre Mondiale. Elle ne reprendra que le 18 octobre pour s'achever le 24 octobre 1914.
Le roman sera édité en volumes chez Pierre Lafitte en 1916. Le récit est alors découpé en deux parties.

## Résumé
L'intrigue se déroule durant la Guerre des Balkans. 
Rouletabille se fait envoyer par son journal en Bulgarie pour couvrir les événements et rejoindre celle qu'il aime, Ivana (appelée Johanna dans le feuilleton). Cette dernière, fille du général Vilitchkov, bras droit de Stamboulov, homme politique bulgare assassiné par le terrible Gaulow, l’entraînera dans une série d'aventures qui le mèneront jusqu'au repaire du bandit : Kara-Koulé, le Château Noir.
Il sera secondé par ses compagnons : la Candeur et Vladimir.

## Éditions
- Pierre Lafitte, 1916 (BNF 35006231)
- Le Point d'interrogation, 1933 (BNF 32376077)
- Éditions Robert Laffont, intégrale Gaston Leroux, tome 2, 1962 (BNF 33077480)
- Éditions Robert Laffont, collection « Bouquins », Les aventures extraordinaires de Rouletabille, reporter, tome 1, 1988 (BNF 34960196)
- Livre audio, La Compagnie du Savoir, 2011 (BNF 42484843)